# Marolles (Calvados)
Pour les articles homonymes, voir Marolles.
Marolles est une commune française, située dans le département du Calvados en région Normandie, peuplée de 737 habitants.

## Géographie

### Localisation
À 12 km de Lisieux dans le pays d'Auge.

### Hydrographie
La commune est située dans le bassin Seine-Normandie. Elle est drainée par la Paquine, le ruisseau de Courtonnel, le cours d'eau 01 du Moulin de Marolles, le fossé 01 de la Drouetterie et le fossé 01 de Cirfontaine,,.
La Paquine, d'une longueur de 25 km, prend sa source dans la commune de Drucourt et se jette  dans la Touques à Ouilly-le-Vicomte, après avoir traversé 13 communes. 

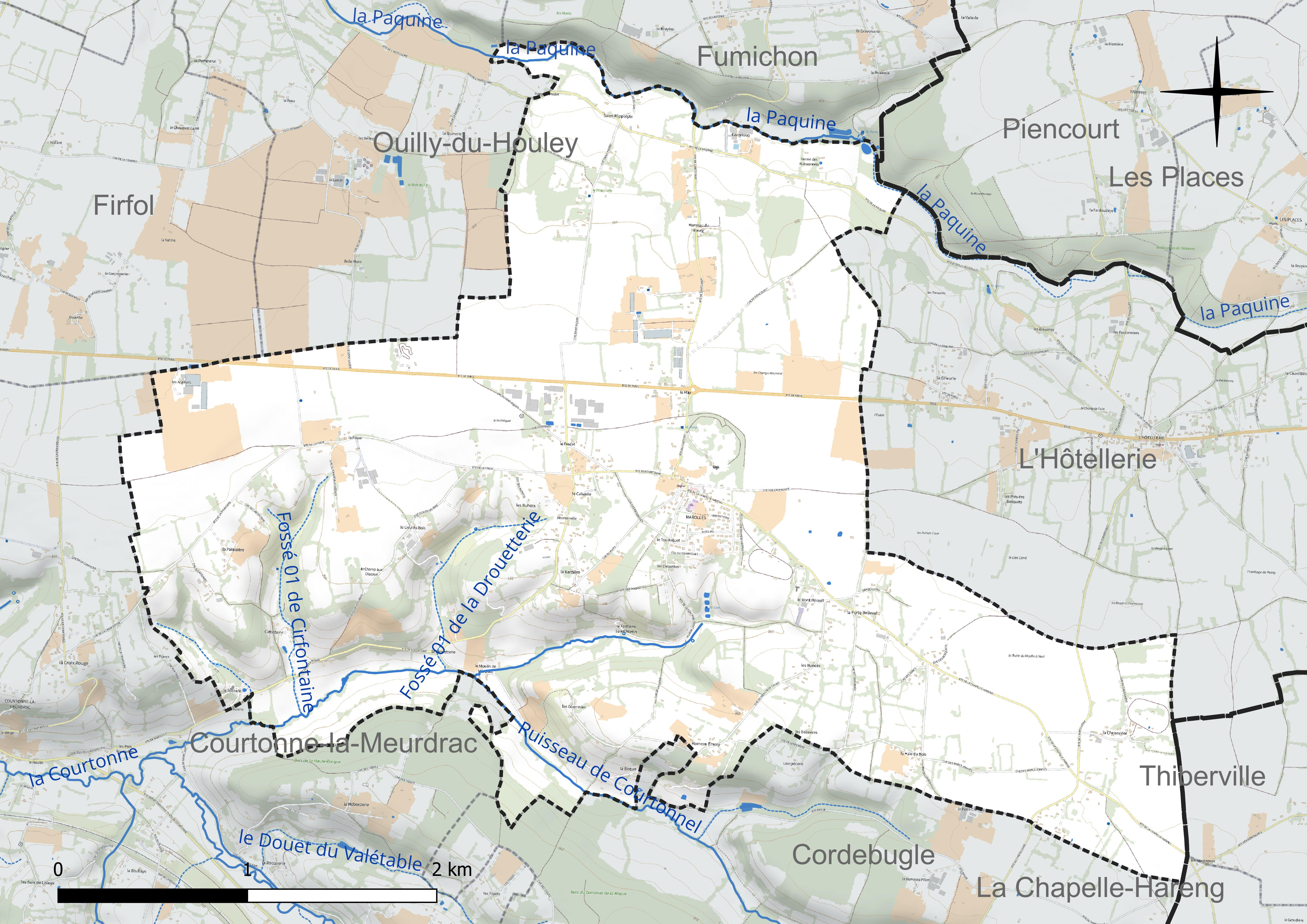
Réseau hydrographique de Marolles.

### Climat
Pour des articles plus généraux, voir Climat de la Normandie et Climat du Calvados.
En 2010, le climat de la commune est de type climat océanique dégradé des plaines du Centre et du Nord, selon une étude du CNRS s'appuyant sur une série de données couvrant la période 1971-2000. En 2020, Météo-France publie une typologie des climats de la France métropolitaine dans laquelle la commune est exposée à un climat océanique et est dans la région climatique  Côtes de la Manche orientale, caractérisée par un faible ensoleillement (1 550 h/an) ; forte humidité de l'air (plus de 20 h/jour avec humidité relative > 80 % en hiver), vents forts fréquents.
Pour la période 1971-2000, la température annuelle moyenne est de 10,1 °C, avec  une amplitude thermique annuelle de 13,3 °C. Le cumul annuel moyen de précipitations est de 860 mm, avec 12,7 jours de précipitations en janvier et 8,7 jours en juillet. Pour la période 1991-2020, la température moyenne annuelle observée sur la station météorologique la plus proche, située sur la commune de Lisieux à 11 km à vol d'oiseau, est de 11,7 °C et le cumul annuel moyen de précipitations est de 881,4 mm,. Pour l'avenir, les paramètres climatiques de la commune estimés pour 2050 selon différents scénarios d'émission de gaz à effet de serre sont consultables sur un site dédié publié par Météo-France en novembre 2022.

## Urbanisme

### Typologie
Au 1er janvier 2024, Marolles est catégorisée commune rurale à habitat dispersé, selon la nouvelle grille communale de densité à 7 niveaux définie par l'Insee en 2022.
Elle est située hors unité urbaine. Par ailleurs la commune fait partie de l'aire d'attraction de Lisieux, dont elle est une commune de la couronne,. Cette aire, qui regroupe 57 communes, est catégorisée dans les aires de 50 000 à moins de 200 000 habitants,.

### Occupation des sols
L'occupation des sols de la commune, telle qu'elle ressort de la base de données européenne d'occupation biophysique des sols Corine Land Cover (CLC), est marquée par l'importance des territoires agricoles (99,1 % en 2018), une proportion identique à celle de 1990 (99,1 %). La répartition détaillée en 2018 est la suivante : 
prairies (53,1 %), terres arables (36,8 %), zones agricoles hétérogènes (9,2 %), forêts (0,9 %). L'évolution de l'occupation des sols de la commune et de ses infrastructures peut être observée sur les différentes représentations cartographiques du territoire : la carte de Cassini (XVIIIe siècle), la carte d'état-major (1820-1866) et les cartes ou photos aériennes de l'IGN pour la période actuelle (1950 à aujourd'hui).

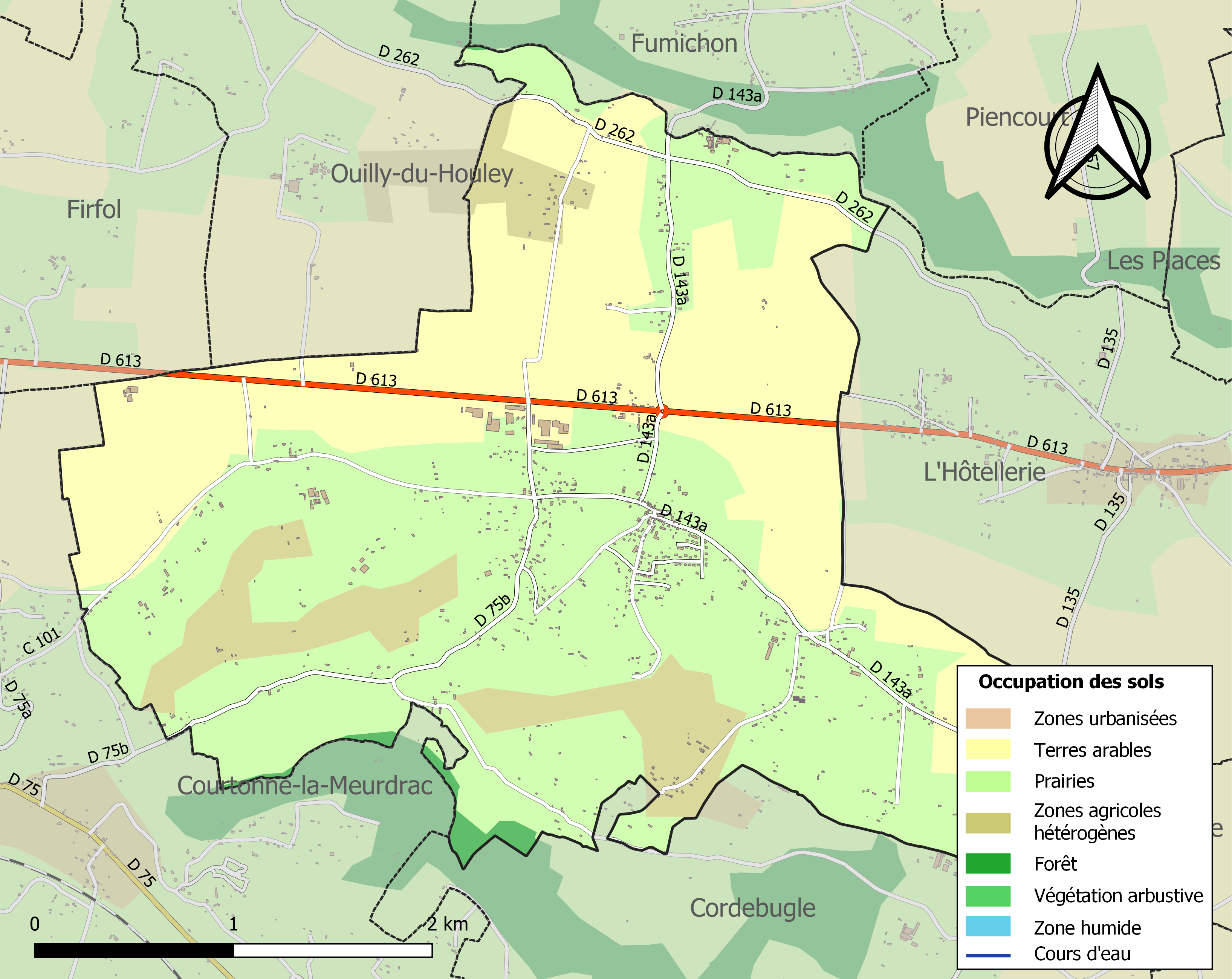
Carte des infrastructures et de l'occupation des sols de la commune en 2018 (CLC).

## Toponymie
Le nom de la localité est attesté sous les formes Matroles vers l'an 1000, Maroll en 1151, Maieroles en 1198.
Du latin materia (bois de construction), suivi du suffixe latin, de présence ola, « endroit où il y a du bois de construction » selon René Lepelley.

## Politique et administration
| Période                                  | Période   | Identité            | Étiquette | Qualité                |
| ---------------------------------------- | --------- | ------------------- | --------- | ---------------------- |
| ?                                        | mars 2001 | Michel Leprince     |           |                        |
| mars 2001                                | juin 2014 | Jean-Pierre Nuttens | SE        | Agriculteur            |
| août 2014                                | 2020      | Antoine Maille      | SE        | Paysagiste en retraite |
| 2020                                     | En cours  | Roland Edeline      |           |                        |
| Les données manquantes sont à compléter. |           |                     |           |                        |

## Démographie
L'évolution du nombre d'habitants est connue à travers les recensements de la population effectués dans la commune depuis 1793. Pour les communes de moins de 10 000 habitants, une enquête de recensement portant sur toute la population est réalisée tous les cinq ans, les populations de référence des années intermédiaires étant quant à elles estimées par interpolation ou extrapolation. Pour la commune, le premier recensement exhaustif entrant dans le cadre du nouveau dispositif a été réalisé en 2004.
En 2022, la commune comptait 737 habitants, en évolution de −5,39 % par rapport à 2016 (Calvados : +1,58 %, France hors Mayotte : +2,11 %).
| 1793 | 1800 | 1806 | 1821 | 1831 | 1836 | 1841 | 1846 | 1851 |
| ---- | ---- | ---- | ---- | ---- | ---- | ---- | ---- | ---- |
| 862  | 747  | 837  | 804  | 903  | 909  | 927  | 853  | 840  |

| 1856 | 1861 | 1866 | 1872 | 1876 | 1881 | 1886 | 1891 | 1896 |
| ---- | ---- | ---- | ---- | ---- | ---- | ---- | ---- | ---- |
| 825  | 789  | 756  | 697  | 622  | 623  | 638  | 629  | 568  |

| 1901 | 1906 | 1911 | 1921 | 1926 | 1931 | 1936 | 1946 | 1954 |
| ---- | ---- | ---- | ---- | ---- | ---- | ---- | ---- | ---- |
| 543  | 512  | 491  | 477  | 446  | 426  | 423  | 459  | 473  |

| 1962 | 1968 | 1975 | 1982 | 1990 | 1999 | 2004 | 2006 | 2009 |
| ---- | ---- | ---- | ---- | ---- | ---- | ---- | ---- | ---- |
| 462  | 412  | 394  | 493  | 565  | 625  | 655  | 643  | 675  |

| 2014 | 2019 | 2022 | - | - | - | - | - | - |
| ---- | ---- | ---- | - | - | - | - | - | - |
| 772  | 745  | 737  | - | - | - | - | - | - |

## Lieux et monuments
- Ancien manoir de la Bucaille, du XVIe siècle, inscrit au titre des monuments historiques par arrêté du 17 avril 1931[27].
- Manoir du Mont-Hérault du XVIe siècle.
- Château de Saint-Germain et son parc (site classé), ancienne propriété de la famille de Boctey (ou Le Boctey)[28].
- Vestiges d'une motte féodale[29].
- Nombreux autres domaines, manoirs et maisons.

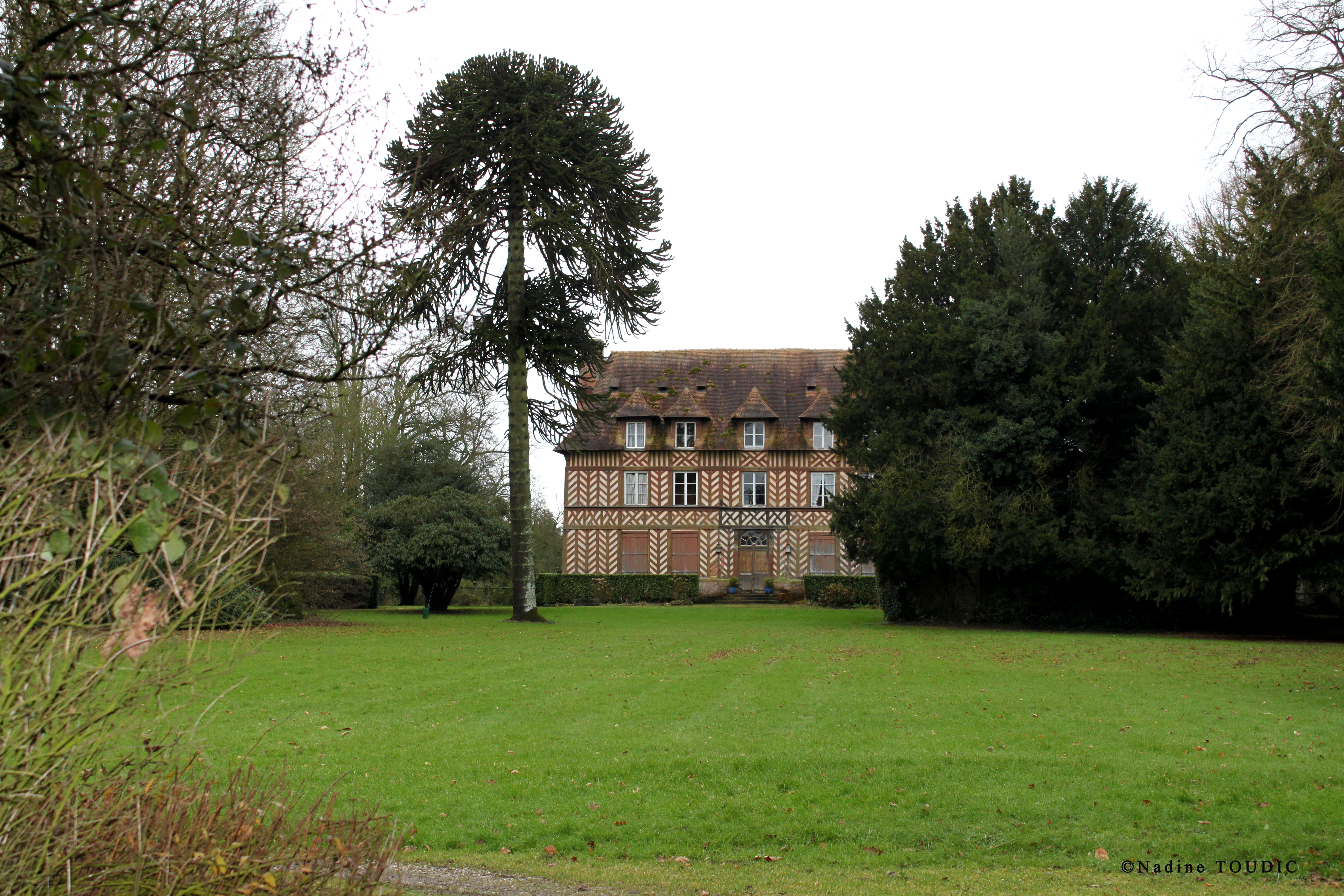
Le manoir du mont Hérault.
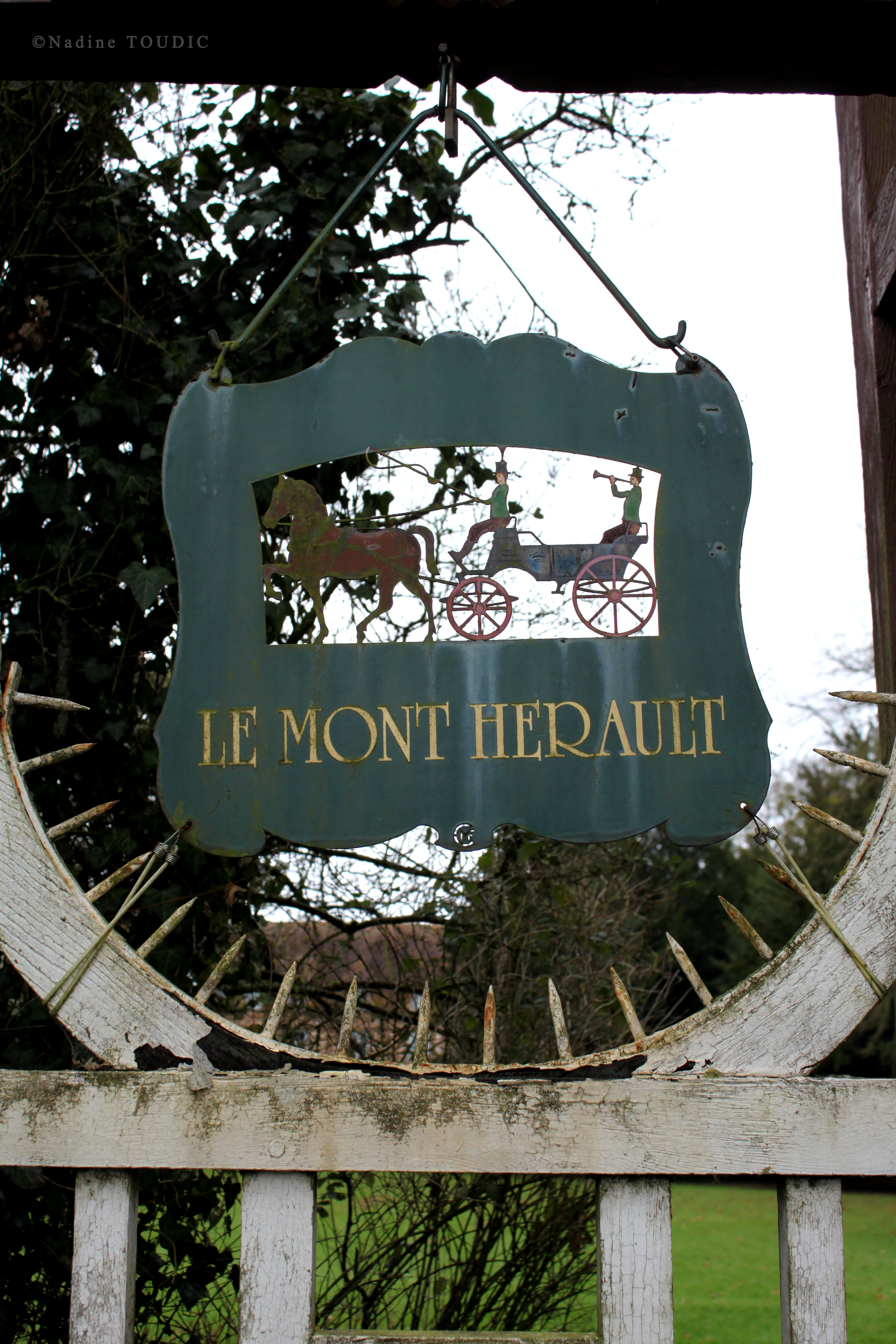
Manoir du mont Hérault : détail.